# Monaco op de Olympische Zomerspelen 1920
Monaco debuteerde op de Olympische Spelen tijdens de Olympische Zomerspelen 1920 in Antwerpen, België.
De vier deelnemers kwamen uit in de atletiek en bij het turnen. De beste prestatie was de twaalfde plaats van Michel Porasso op de meerkamp in het turnen.

## Deelnemers en resultaten
(m) = mannen, (v) = vrouwen 

### Atletiek
| Olympiër       | Discipline      | Resultaat | Prestatie                      |
| -------------- | --------------- | --------- | ------------------------------ |
| Edmond Médécin | 100m (m)        | series    | serie 8: 5de in 11,8           |
| Edmond Médécin | 200m (m)        | series    | serie 9: 5de                   |
| Émile Barral   | 800m (m)        | series    | serie 5: 7de                   |
| Edmond Médécin | verspringen (m) | 21e       | kwalificatie: 21ste met 6,035m |
| Edmond Médécin | vijfkamp (m)    | DNF       | niet gefinisht                 |

### Turnen
| Olympiër        | Discipline               | Resultaat | Prestatie    |
| --------------- | ------------------------ | --------- | ------------ |
| Joseph Crovetto | meerkamp individueel (m) | 22e       | 74,10 punten |
| Michel Porasso  | meerkamp individueel (m) | 12e       | 81,40 punten |

Argentinië · Australië · België · Brazilië · Brits-Indië · Canada · Chili · Denemarken · Egypte · Estland · Finland · Frankrijk · Griekenland · Groot-Brittannië · Italië · Japan · Joegoslavië · Luxemburg · Monaco · Nederland · Nieuw-Zeeland · Noorwegen · Portugal · Spanje · Tsjecho-Slowakije · Verenigde Staten · Zuid-Afrika · Zweden · Zwitserland